# Чавуновоз

Чавуновоз місткістю 80 т

Чавуново́з — чавуновозний ківш, встановлений на залізничній платформі особливої конструкції, призначений для транспортування рідкого чавуну від доменної печі  до розливних машин або сталеплавильних цехів (мартенівського або конвертерного).
Чавуновози відрізняються формою ковша і місткістю. За формою ковші діляться на конічні, грушоподібні, бочкоподібні і сигароподібні. Найрозповсюдженішими є грушоподібні ковші ємністю 100 і 140 тон. Чавуновоз такого типу є ковшем, встановленим на платформі, що спирається на два двовісні візки.

## Історія

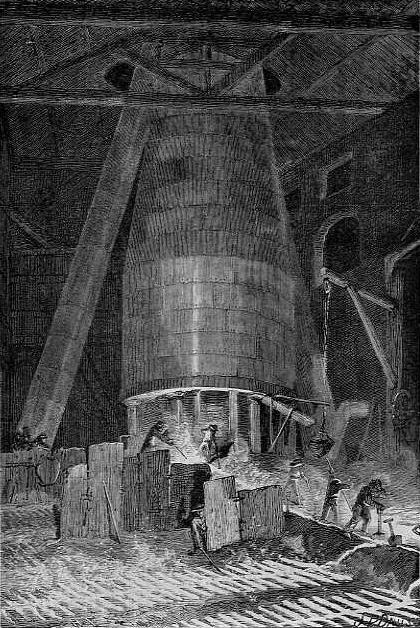
Ливарний двір під час випуску чавуну на одній з доменних печей у США 1871 року. Ковші не використовуються.

З моменту виникнення доменного виробництва і до кінця XIX століття, коли продуктивність доменних печей була не дуже високою, чавун під час випуску з печі випускали на ливарний двір, а шлак на спеціальний шлаковий майданчик (шлаковий двір), розташовані безпосередньо біля печі на землі. Чавун, що випускався з доменної печі, розливали жолобками у піскові форми або у спеціальні виливниці. У цих формах чавун застигав довгими плитками масою приблизно по 30 або 40—80 кг кожна. Для скорішого охолодження чушок (бабок) їх поливали водою. Остиглий чавун витягали з форм і у візках відправляли для подальшої переробки у інші цехи. Таким чином на прибирання чавуну і шлаку витрачалося багато часу і фізичної праці, що стримувало зростання продуктивності доменних печей.
Проблему швидкого прибирання чавуну і шлаку було вирішено лише після того, як продукти плавки почали розливати у ковші. Крім того, можливість перевезення рідкого чавуну дозволила використовувати теплоту рідкого гарячого чавуну у сталеплавильних печах, що дозволило зменшити час і зайві витрати палива на процеси переробки.
З початком використання чавуновозних і шлаковозних ковшів ливарний двір разом з доменною піччю був піднятий над рівнем нульової позначки, щоб чавун і шлак, випущені з печі, могли жолобами стікати у ковші, встановлені на залізничних коліях під ливарним двором.

## Чавуновози ємністю 100 і 140 тонн
Платформа чавуновоза складається з двох лафетів, з'єднаних поміж собою вигнутими поздовжніми балками (зазвичай у розмовній мові доменників лафетом називається вся платформа). На торцях лафетів розташовані автозчепи для з'єднування з іншими чавуновозами або тепловозом. У вертикальних стінках лафетів є поглиблення, у які входять опорні цапфи ковша. Так ківш тримається на лафеті.
Ковші виготовляють зварними з сталевих листів завтовшки 24 мм. Зсередини ківш футерується вогнетривною цеглою. Футеровка запобігає контактові ковша з рідким чавуном, бо при такому контакті відбувається псування ковша (рідкий чавун при контакті з металом «ріже» його). Футеровка також запобігає втратам тепла. Товщина футеровки стінок становить 280 мм, днища — 310 мм.
Окрім чотирьох нижніх опорних цапф, на корпусі ковша є дві горішні цапфи і дві пари лап. Нижніми цапфами ківш спирається на лафети. При обертанні ковша для зливання чавуну на розливній машині він спирається спочатку двома нижніми цапфами на лафети, а потім лапами на стенд розливної машини. Горішні дві цапфи призначені для піднімання ковша мостовим краном. На цих цапфах ківш провертається при зливанні чавуну у міксер мартенівського цеху або безпосередньо у мартенівську піч.
У нижній частині ковша з боків прикріплено кронштейни, що слугують для провертання ковшу за допомогою кантовальної лебідки розливної машини або допоміжного візка мостового крану.

## Чавуновози міксерного типу

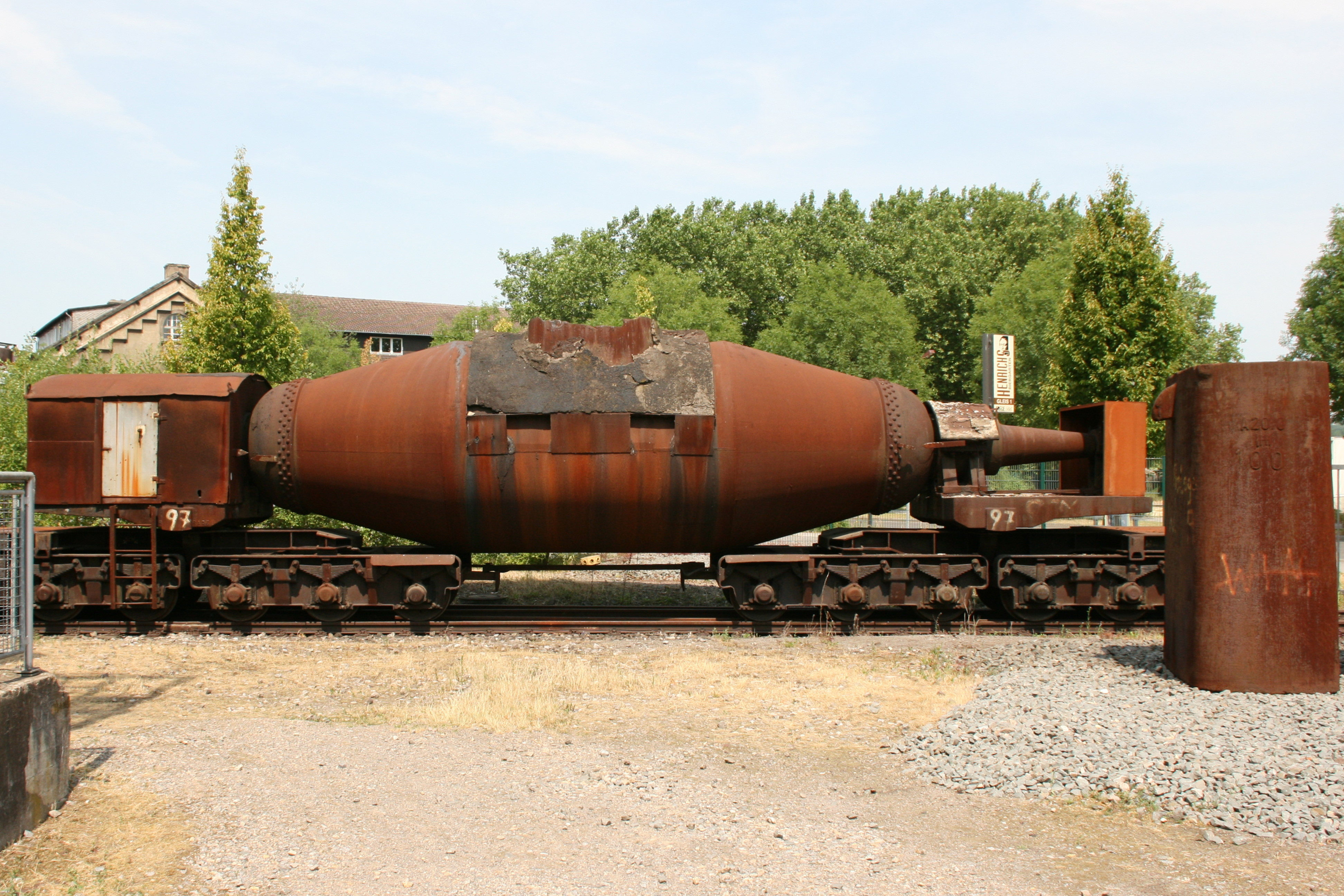
Чавуновоз міксерного типу.

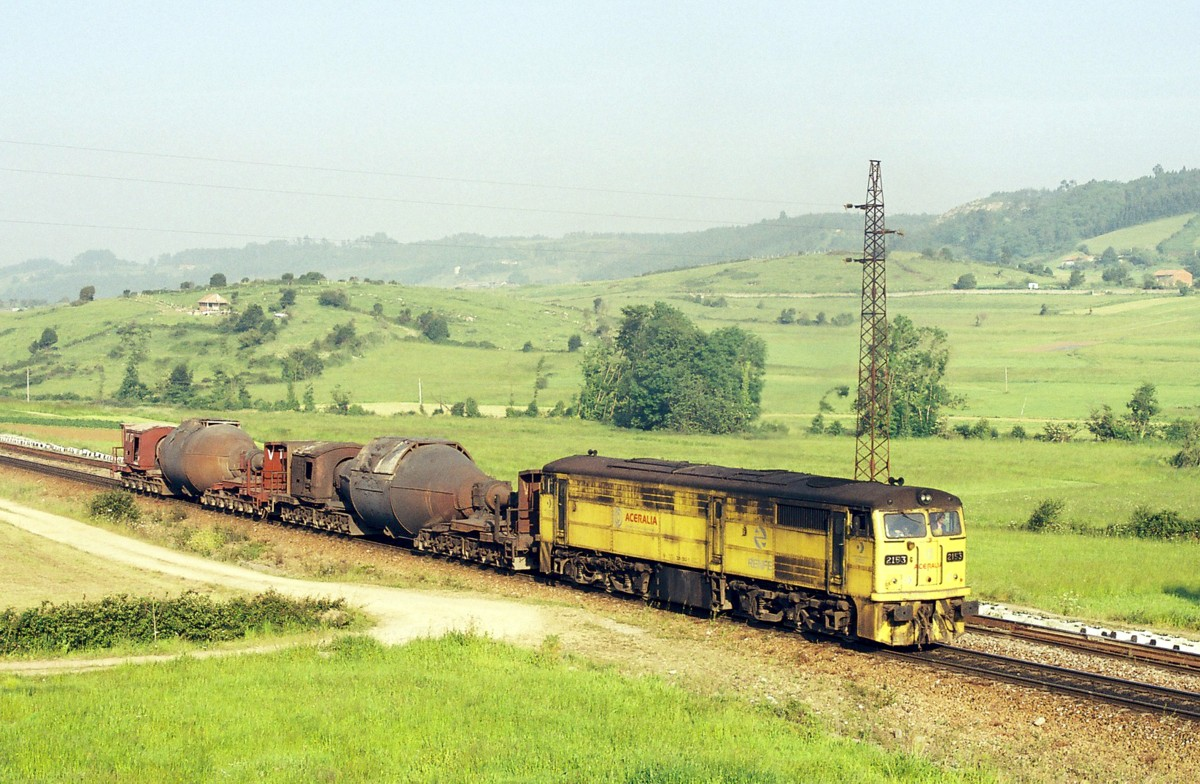
Транспортування чавуновозів міксерного типу в Іспанії, Астурія, місто Авілес, завод «Aceralia».

Ковші чавуновозів міксерного типу мають бочкоподібну і сигароподібну форму. Особливостями таких чавуновозів є менше утворення скрапу, більш однорідний склад чавуну і менша відносна маса тари на 1 т чавуну.
Чавуновози міксерного типу використовуються для транспортування рідкого чавуну у межах окремого заводу, а за потреби від одного заводу до іншого.
Чавун з ковша міксерного типу зливають у міксер сталеплавильного цеху або на розливну машину через проміжний ківш. Ємність ковшів міксерного типу становить понад 350 тон. Кількість осей ходових візків у таких чавуновозів становить від 4 до 12. Конструктивно чавуновози цього типу розділяють на чавуновози зі спільною платформою і з роздільною платформою. Для обертання ковша при його розвантаженні на платформі чавуновоза встановлюють спеціальний механізм кантування. У СРСР у середині XX століття було зроблено проект міксерного чавуновоза ємністю 175—200 тон. У інших країнах у середині XX століття використовувалися міксерні чавуновози, зокрема, системи Поллока ємністю 120, 150 і 185 тон, системи Тведвелла ємністю 345 тон та інші.
Ківш сигароподібної форми зварюють з сталевих листів і футерують зсередини вогнетривкою цеглою. Товщина футеровки стінок становить 200—315 мм, а днищ 315—380 мм. Згори на ковші є отвір овальної форми, крізь який чавун заливають у ківш і виливають. Для зливання чавуну з ковша його необхідно повертати навколо поздовжньої осі. Для обертання ковша є механізм обертання, розміщений на одному з майданчиків чавуновоза.